# Николај Елерс
Николај Елерс (дан. Nikolaj Ehlers; Олборг, 14. фебруар 1996) професионални је дански хокејаш на леду који игра на позицији левокрилног нападача.
Године 2014. учестовао је на драфту НХЛ лиге где га је као 9. пика у првом кругу одабрала екипа Винипег џетса. Већ наредне године и дебитовао је у редовима Џетса. Пре драфта играо је за швајцарску екипу ХК Бил у којој је и дебитовао у сениорској конкуренцији са свега 16 година (у то време био је убедљиво најмлађи играч у НЛА лиги).
Члан је сениорске репрезентације Данске за коју је дебитовао на светском првенству 2016. године. 
Његов отац Хајнц Елерс бивши је дански професионални хокејаш, а сада хокејашки тренер.